# Чанг (музыкальный инструмент)
Чанг (перс. چنگ‎; тур. çeng; араб.: ал-чанк (ṣanǧ); груз.: чанги (ჩანგი) — персидский струнный музыкальный инструмент, похожий на арфу. Был очень популярен в древней Персии, особенно во времена Сасанидской династии,, когда на нем часто играли при дворе шахов. На нём также играли в Османской империи, но после XIX века он исчез из турецкой народной музыки.

## История
Чанг встречается в живописи и настенном искусстве в Персии, с момента его появления примерно в 4000 г. до н. э. В этих картинах и мозаиках отображёно изменение чанга от оригинальной арочной арфы в угловую арфу в начале 1900-х гг. до н. э. с вертикальными или горизонтальными звуковыми коробками. К началу нашей эры (1 год н. э.) чанг изменил свою форму, превратившись не в ручной инструмент, а в большую эллинистическую (набирающую популярность в то время) стоящую арфу. Со временем чанг менял форму, его стремились сделать более лёгким. Постепенно чанг приобрел мобильность, что сделало его основной арфой на территории Персии.
Чанг — это, по сути, иранская арфа, но, в отличие от восточной арфы, струны сделаны из овечьих кишок и кручёных козьих волос, иногда из нейлона. Это даёт чангу уникальный звук, не похожий на традиционные арфы с металлическими струнами. Число струн Чанга меняется в зависимости от времени создания. В средневековом Азербайджане чанг имел от 18 до 24 струн. Для производства некоторых древних чангов использовалась кожа овец или коз, чтобы усилить звук, делая его ближе к восточной арфе.
На чанге играют щипая струны ногтями или пальцами правой руки, а левой рукой нажимают на струны, чтобы выполнить глиссандо, вибрато и другие музыкальные эффекты.
В древние времена на чанге играли преимущественно женщины. Поскольку инструмент не имеет ничего общего с другими персидскими инструментами, игру на нём не просто освоить — в результате количество музыкантов, играющих на чанге невелико. Тем не менее, игра на чанге снова набирает популярность — его используют в современной персидской музыке. Есть несколько современных музыкантов, например Парвин Рухи и её дочери Зайнаб Бакери Неджад и Масоме Бакери Неджад. Сегодня в чанг играют в небольших ансамблях, таких как религиозные церемонии и вечеринки. В последние годы иранские производители инструментов пытались вернуть интерес к инструменту.

## Другие инструменты под названием «чанг»
Чанг (или китайский чанг) — это также название, данное фансяну, китайскому металлофону, применяемому в Китае с древних времен.
Узбекский чанг — молоточковые цимбалы, музыкальный инструмент похожий на китайский янцинь.